# Скоррано
Скоррано (італ. Scorrano, сиц. Scurranu) — муніципалітет в Італії, у регіоні Апулія, провінція Лечче.
Скоррано розташоване на відстані близько 530 км на схід від Рима, 170 км на південний схід від Барі, 31 км на південь від Лечче.
Населення — 7008 осіб (2014).

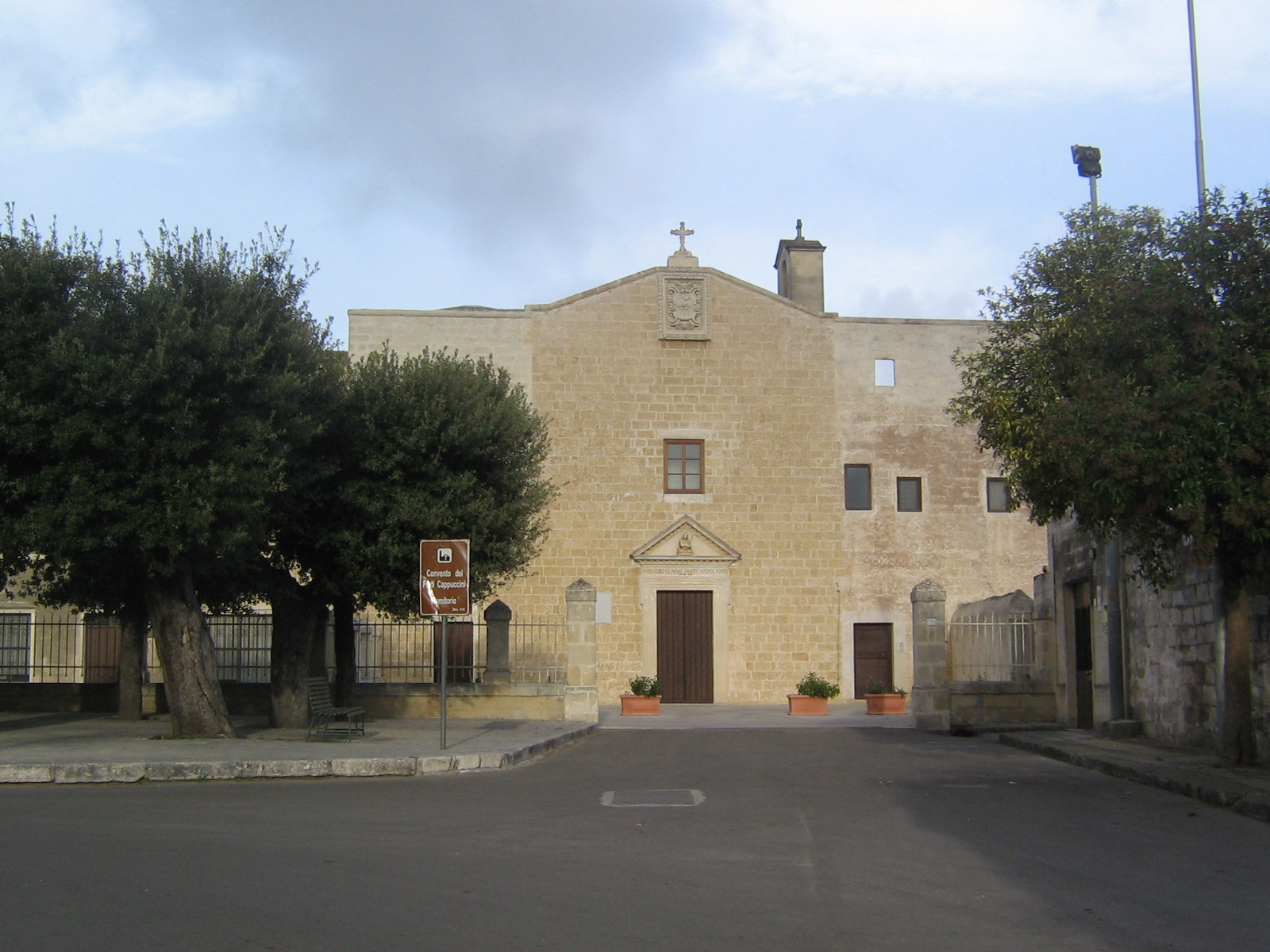

Щорічний фестиваль відбувається 6 липня. Покровитель — Santa Domenica.

## Демографія
Населення за роками:

Станом на 1 січня 2023 року в муніципалітеті офіційно проживали 82 іноземці з 15 країн, серед них 38 громадян країн Євросоюзу.

## Сусідні муніципалітети
- Ботруньо
- Кутрофьяно
- Мальє
- Муро-Леччезе
- Санарика
- Суперсано